# 方形神殿
方形神殿（法語：Maison Carrée）是位於法國南部尼姆的一座古代建築，是保存狀態最為良好的古羅馬時期神殿建築之一。方形神殿建設於西元前16年。4世紀後，這裡成為基督教的教堂。1823年後，方形神殿成為一座美術館。

## 外部連結
维基共享资源上的相關多媒體資源：方形神殿
- Official Website of Maison carrée （页面存档备份，存于） (English)
- Website made by the City of Nîmes - Architecture and history  （页面存档备份，存于）(French)
- Photos and brief text
- Detailed photographs

43°50′18″N 4°21′22″E / 43.83833°N 4.35611°E